# Naut Aran

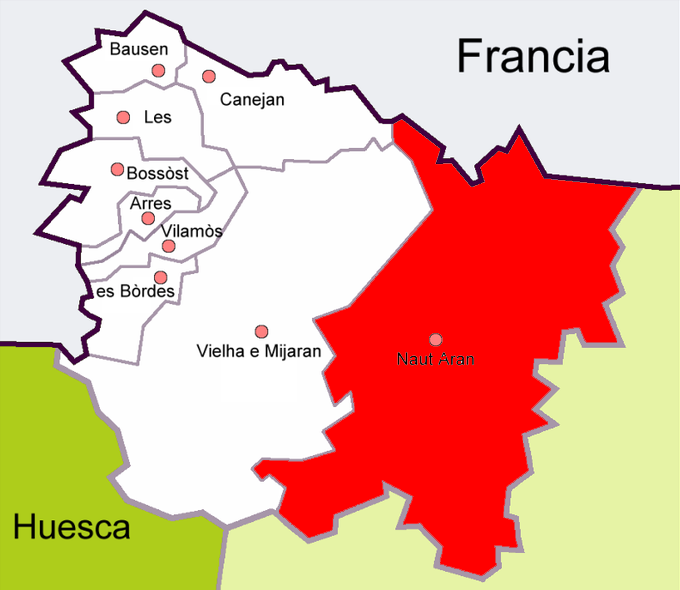
Comarque du Val d'Aran et commune de Naut Aran (en rouge)

Naut Aran (nom en aranais et nom officiel, nommé Alto Arán en castillan jusqu'en 1981 puis Alt Aran en catalan de 1981 à 1985) est une commune de la comarque du Val d'Aran dans la province de Lérida en Catalogne (Espagne). Elle a été formée en 1967 par la fusion des anciennes communes d'Arties, de Salardú, Gessa, Tredòs et Bagergue. C'est la commune la plus étendue du Val d'Aran. Le chef-lieu est Salardú et Naut Aran comprend neuf localités : Arties, Bagergue, Garòs, Gessa, Montgarri, Salardú, Tredòs, Unha et Baqueira.

## Géographie

### Localisation
Naut Aran est une commune située au nord-ouest de la Catalogne et frontalière avec la France (Ariège).

### Communes limitrophes
| Canejan          | Sentein (France) Bonac-Irazein (France) | Les Bordes-sur-Lez (France) |
| Vielha e Mijaran | Naut Aran                               | Alt Àneu                    |
|                  | Vilaller La Vall de Boí                 | Espot                       |

### Géologie et relief
La vallée de Montgarri se détache vers le nord à partir du Pla de Beret, et des sommets élevés bordent la municipalité : le tuc de Maubermé (2 880 m), le Montardo (2 830 m), le tuc de Barlonguère (2 802 m), le tuc de Baciver (2 644 m). Plus de la moitié des lacs aranais s'y trouvent aussi, l'Estany Major, l'Estany Obago, l'Estany de Mar…

### Hydrographie
La Garonne (branche orientale) et la Noguera Pallaresa naissent au Pla de Beret, à proximité du port de la Bonaigua. Le lac Tòrt de Rius est l'un des plus vastes des Pyrénées catalanes, il se trouve en altitude sur la commune.

### Voies de communication et transports
Depuis la France, on accède à Naut Aran par Vielha et la route nationale N-230. Depuis le versant sud des Pyrénées et par l'est, on y accède par le port de la Bonaigua (2 072 m). La station de sports d'hiver de Baqueira Beret, une des plus importantes des Pyrénées, se trouve sur le territoire de Naut Aran.
Les principaux cols transfrontaliers pédestres, d'Ouest en Est, sont le port de la Hourquette (2 463 m), le col de Tartereau (2 487 m), le port d'Urets (2 512 m), le port d'Orle (2 318 m). Ils permettent de rejoindre la vallée du Lez, dans le Couserans (Ariège).

## Démographie
La population communale était de 1 764 habitants en 2006.

## Économie
Longtemps agropastorale, l'économie est maintenant majoritairement tournée vers le tourisme et les sports d'hivernotamment avec la station de ski de Baqueira Beret.

## Lieux et monuments

### Sanctuaire de Montgarri
L'Hospital et sanctuaire de Montgarri est situé sur la rive droite de la Noguera Pallaresa, au-dessous du Pla de Beret. Étape sur une route préhistorique qui unissait l'Ariège, en France, avec le Pallars par les ports d'Orle, Gireta et Aula, de nombreux bergers y convergeaient et près de 50 000 têtes de bétail paissaient sur le Pla de Beret. Selon la légende, c'est à la suite de la découverte miraculeuse par un taureau d'une statue de la Vierge dans des fourrés, qu'une église fut construite au XIIe siècle.
Il n'en subsiste qu'un vestige de mur, un arc et une colonne encastrée dans le mur nord de l'édifice actuel. Celui-ci fut bâti au XVIe siècle, avec une nef unique. Un grand oculus dans le tympan de la porte principale et des fenêtres latérales éclairent la nef. Le clocher octogonal est surmonté d'une haute flèche couverte d'ardoise. Le sanctuaire de Montgarri a été l'un des grands centres de pèlerinage et de culte marial. Il attirait des foules nombreuses. Chaque 2 juillet, le pèlerinage à Notre-Dame de Montgarri réunit Espagnols et Français ; certains de ces derniers, venus du Couserans, passent la frontière à pied par le port d'Orle.

### Tredos
Géographiquement relié au Comminges français, le Val d'Aran possède de nombreux vestiges du culte des dieux pyrénéens et des dieux romains, et assimilés, qui leur ont succédé. On a retrouvé à Tredos un buste d'Isis. Tredos possède trois églises romanes :
- la Capella, petite et rustique, près du pont sur la Garona, une nef unique sans abside, couverte en charpente. Un bénitier est soutenu par des remplois romains, en marbre blanc.

- La chapelle San Esteban, ancienne église paroissiale, du début du XIe siècle, ornée d'arcatures aveugles et de bandes lombardes. Le portail gothique, en ogive et en marbre blanc, est du XVe siècle. La tour et le clocher-mur auraient été bâtis par les Templiers. La nef unique est couverte en charpente et ses murs, peu épais et convergeant vers le chœur, semblent ne jamais avoir supporté de voûtes.

- L'église Notre-Dame ou Mare de Deu de Cap d'Aran aurait appartenu aux Templiers et aurait abrité un hospice au XIIe siècle, sur le chemin de la Bonaigua. C'est la seule église de la vallée à être construite sur une crypte, sur l'emplacement d'un lieu de culte païen. Elle abritait jusqu'en 1936 la statue miraculeuse de la Mare de Deu de Cap d'Aran. L'église a deux portes, la principale à l'ouest et l'autre sur le mur méridional. Celle-ci servait de communication entre l'église et le couvent des moines chevaliers. Le Maître de Pedret a décoré le chœur au début du XIIe siècle.

### Salardú
L'église Sant Andreu, du XIIIe siècle, représente la transition entre le roman et le gothique. Si le portail est roman, les fenêtres sont gothiques. Sur la façade principale, de 25 m de long, court une frise de 43 modillons sculptés représentant des têtes humaines et des animaux, considérés comme auxiliaires du diable et des sorcières. Un portique, dont les boulins de la charpente sont encore visibles, était établi entre les deux contreforts : c'est là qu'avaient lieu les grandes assemblées des représentants de la population. La façade est scandée par trois arcs aveugles et celui du portail, le premier, plus petit, à gauche du portail, les autres à droite, séparés par une colonne surmontée d'un chapiteau roman. La façade présente aussi un très beau chrisme tardif.
Le clocher, du XVe siècle, est octogonal et présente un caractère défensif, comme en témoigne la présence d'une archère. Les grandes baies ogivales du dernier étage abritent les cloches.

### Galerie

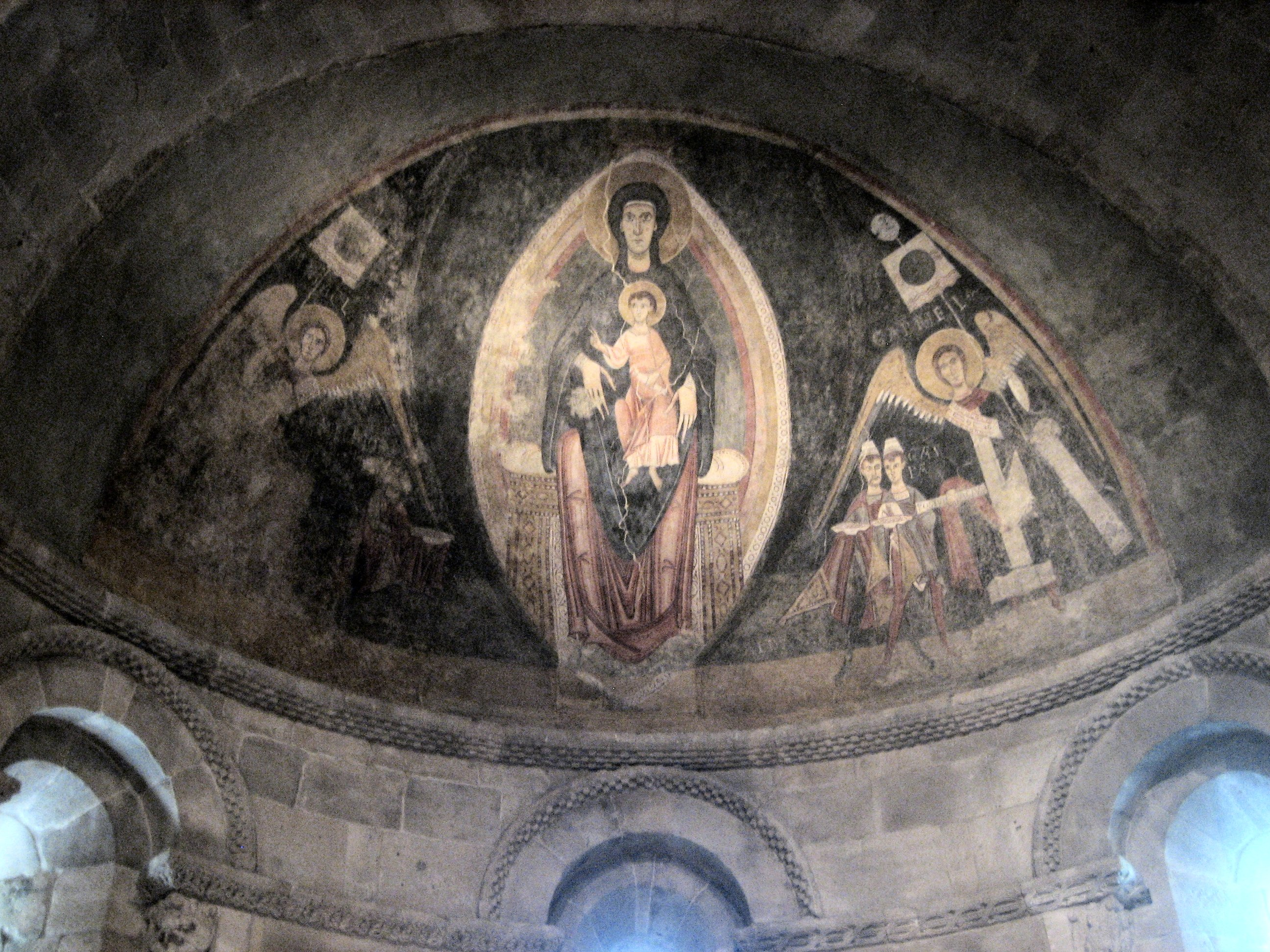
Église Notre-Dame de Cap d'Aran, à Tredos : peinture romane du chœur par le Maître de Pedret, Vierge à l'Enfant en majesté.
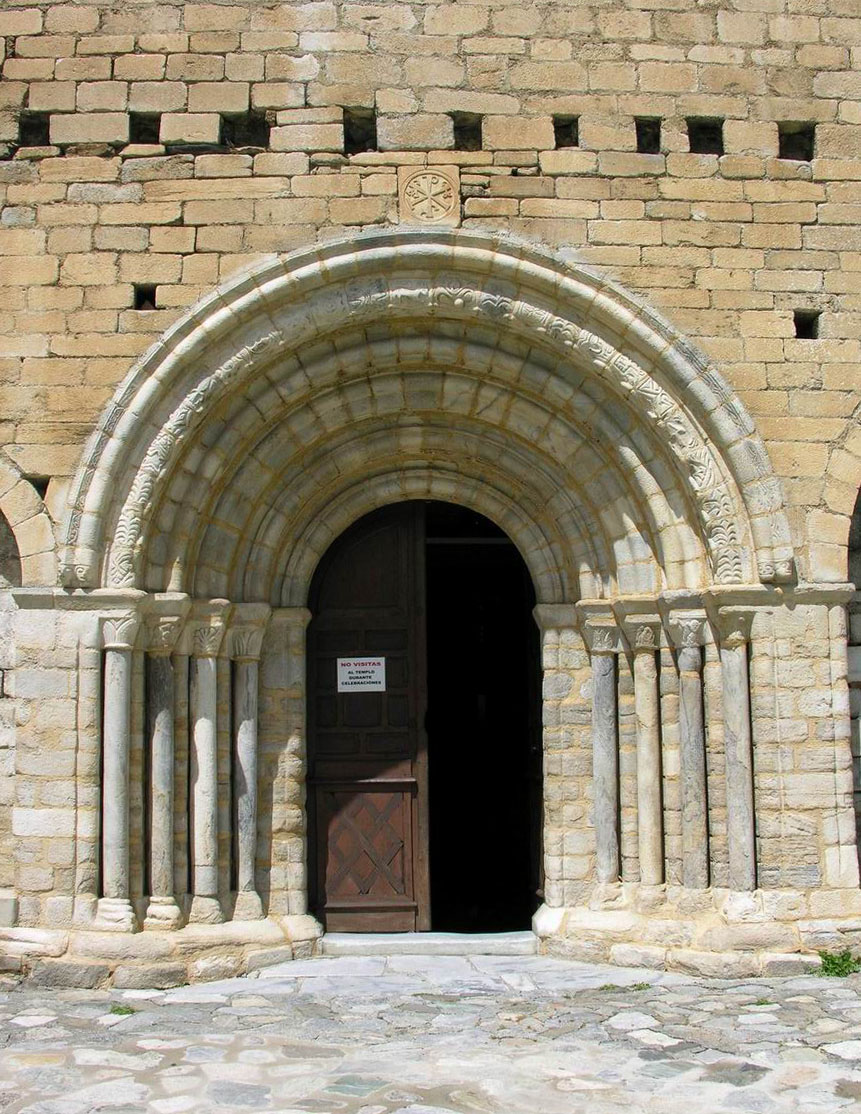
Salardú, église Sant-Andreu
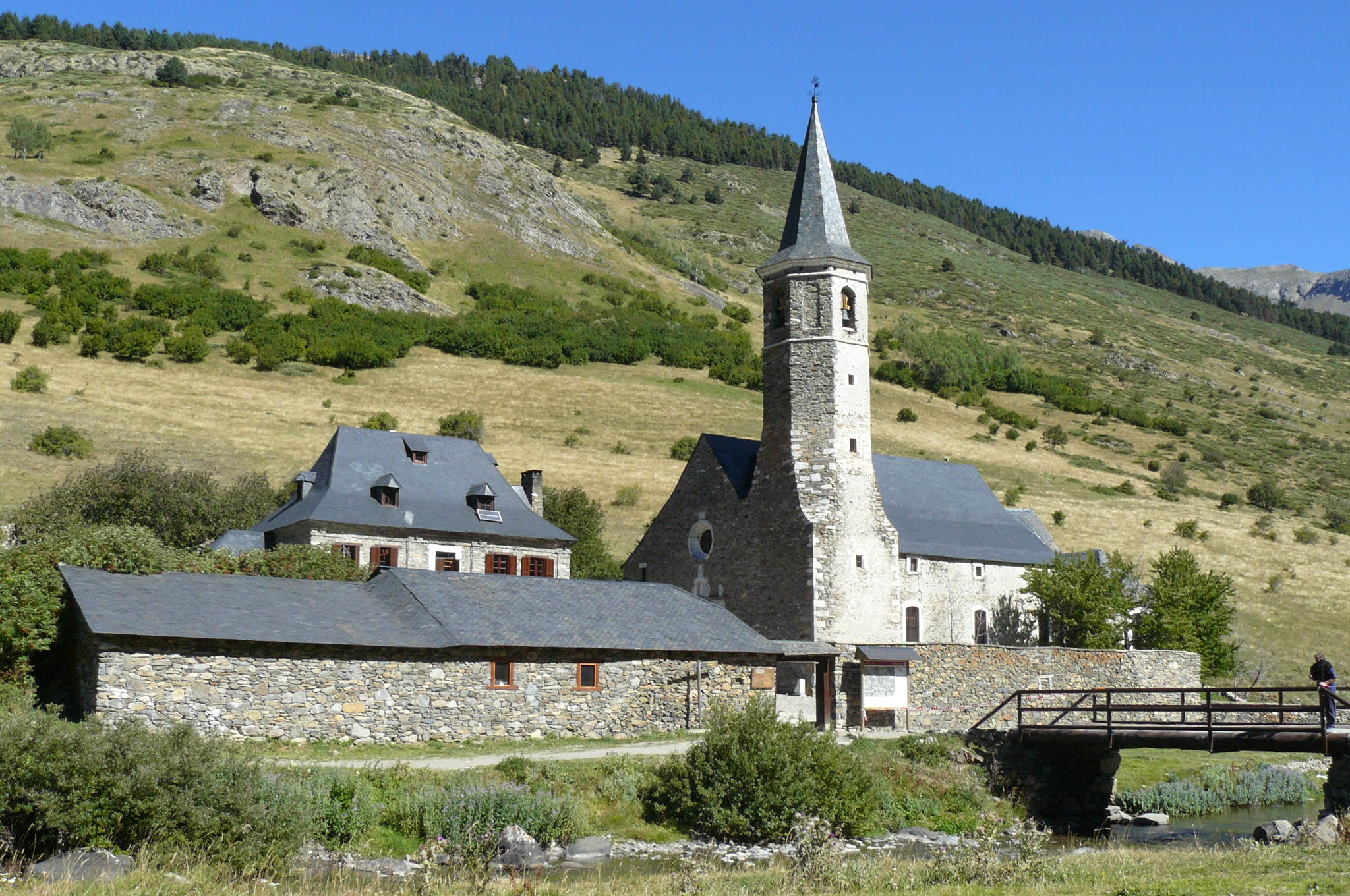
Montgarri, sanctuaire
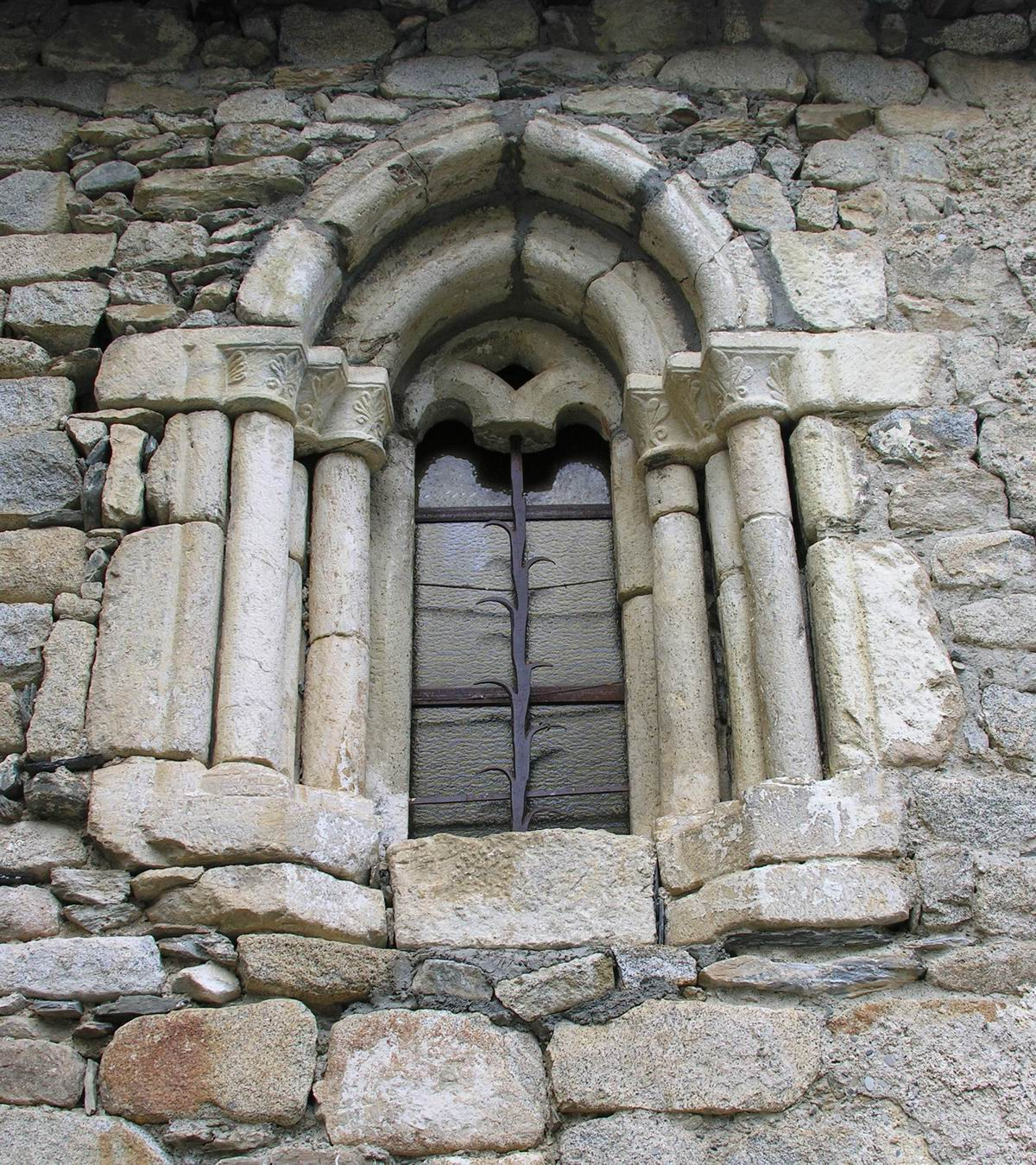
Garòs, église Sant-Julià
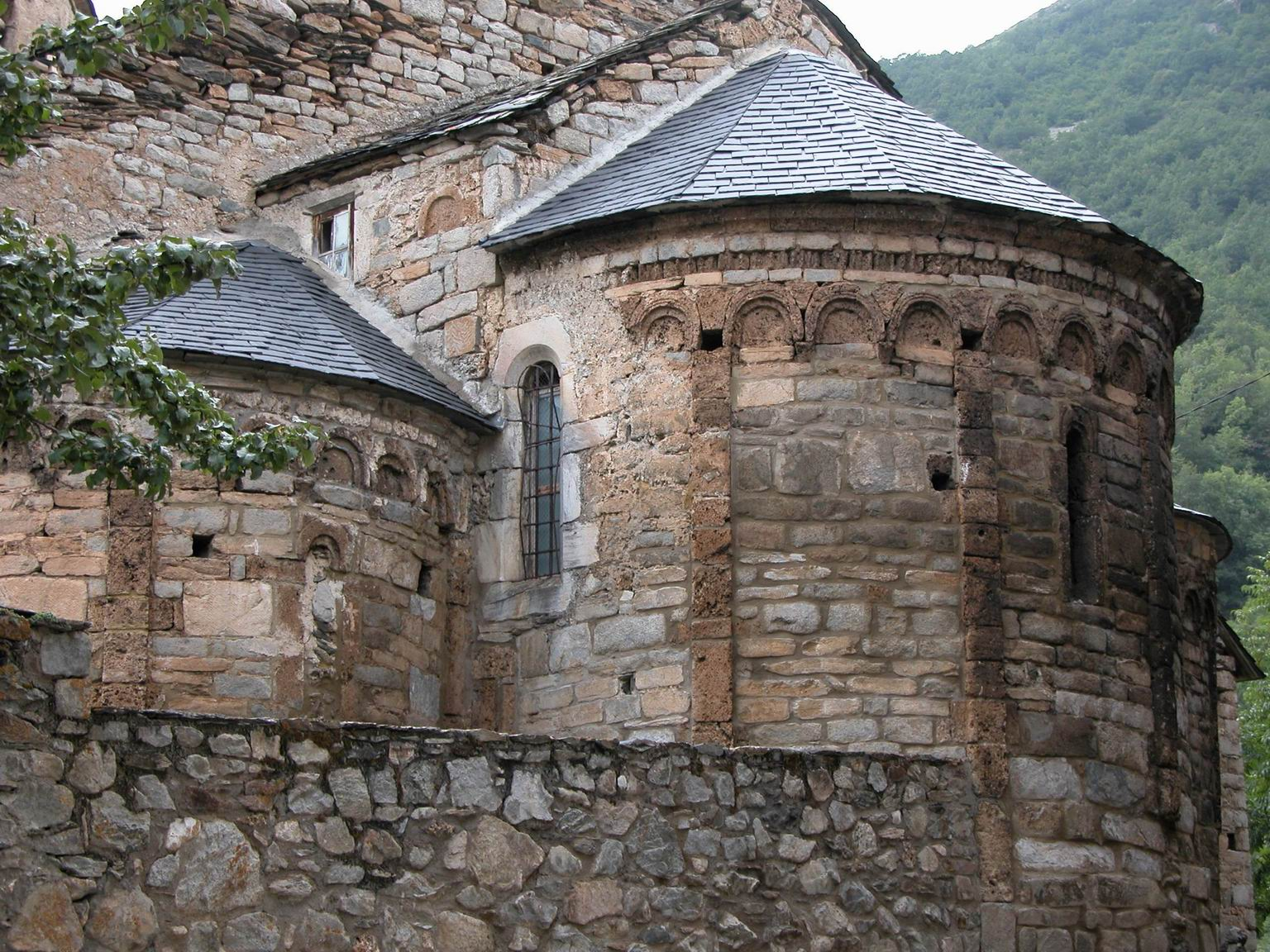
Unha, église Santa-Eulalia

## Protection environnementale
La zone Natura 2000 de Alt Pallars d'une superficie de 77 183.20 hectares est classée :
- En zone spéciale de conservation (en référence à la Directive habitats) depuis 2013.
- En zone de protection spéciale (en référence à la Directive oiseaux) depuis 2001.

Elle s'étend sur une partie de la commune de Naut Aran.
La commune est centrale pour le lézard pyrénéen du val d'Aran (Iberolacerta aranica) endémique de ce petit secteur des Pyrénées centrales. Il est considéré en danger (EN) sur la liste rouge de l'Union internationale pour la conservation de la nature.

## Personnalités liées à la commune
- Jusèp Amiell Solè (1930-2024), prêtre, écrivain.